# Temne
Temne – druga co do wielkości grupa etniczna w Sierra Leone, stanowiąca ponad 24% całej populacji. Zamieszkują przede wszystkim Prowincję Północną i Obszar Zachodni, w tym stolicę Freetown. Posługują się językiem temne z rodziny języków nigero-kongijskich. Ich populację szacuje się na 1,6 mln osób.
Są głównie rolnikami uprawiającymi ryż, orzeszki ziemne, bawełnę, maniok i proso. Hodują także bydło i kozy. 
Dominującą religią jest islam, który wyznaje 77% społeczności.